# Vitryssland i olympiska vinterspelen 2014
Vitryssland deltog med 26 aktiva under de olympiska vinterspelen 2014 i Sotji, Ryssland.

## Medaljer
| Vitryssland i vinter-OS 2014 Sotji | Vitryssland i vinter-OS 2014 Sotji | Vitryssland i vinter-OS 2014 Sotji | Vitryssland i vinter-OS 2014 Sotji | Vitryssland i vinter-OS 2014 Sotji |
| Medaljer                           | Utövare                            | Sport                              | Gren                               |                                    |
| ---------------------------------- | ---------------------------------- | ---------------------------------- | ---------------------------------- | ---------------------------------- |
| Guld                               | Darja Domratjeva                   | Skidskytte                         | Damernas jaktstart                 |                                    |
| Guld                               | Darja Domratjeva                   | Skidskytte                         | Damernas distanslopp               |                                    |
| Guld                               | Alla Tsuper                        | Freestyle                          | Damernas hopp                      |                                    |
| Guld                               | Darja Domratjeva                   | Skidskytte                         | Damernas masstart                  |                                    |
| Guld                               | Anton Kusjnir                      | Freestyle                          | Herrarnas hopp                     |                                    |
| Brons                              | Nadzeja Skardzina                  | Skidskytte                         | Damernas distanslopp               |                                    |